# Luciosudis
Luciosudis is een monotypisch geslacht van straalvinnige vissen uit de familie van papierbeenvissen (Notosudidae).

## Soort
- Luciosudis normani Fraser-Brunner, 1931